# Koalicja AWS-UW

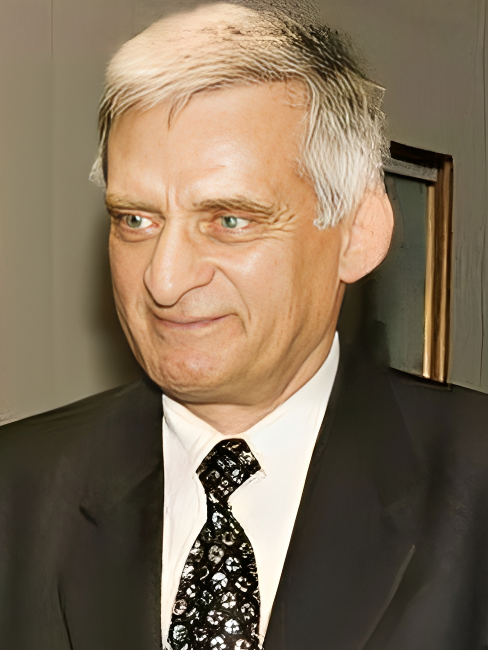
Premier koalicyjnego rządu AWS-UW Jerzy Buzek z ramienia AWS

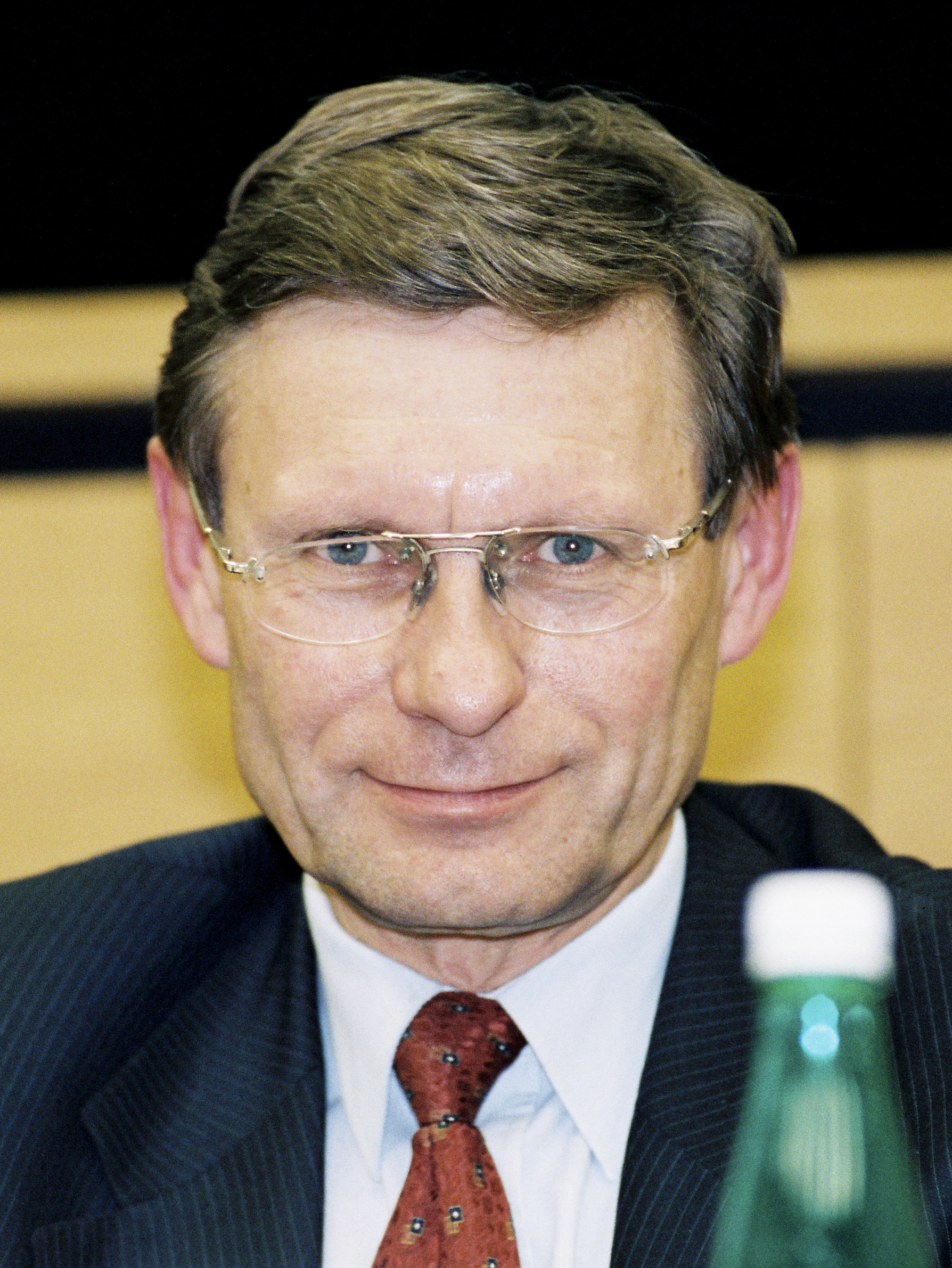
Leszek Balcerowicz – wicepremier rządu koalicyjnego AWS-UW i lider UW

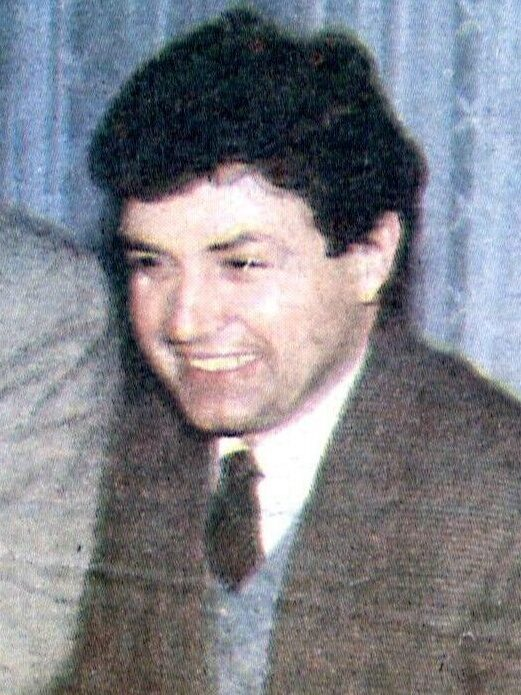
Marian Krzaklewski – lider AWS

Koalicja AWS-UW – centroprawicowa koalicja rządowa powstała po zwycięskich dla Akcji Wyborczej „Solidarność” wyborach parlamentarnych z dnia 21 września 1997. Formalnym początkiem współpracy AWS z Unią Wolności było podpisanie umowy koalicyjnej w dniu 11 listopada 1997. Koalicja nie dotrwała jednak do wyborów w 2001 roku – zakończenie współpracy nastąpiło 6 czerwca 2000.

## Utworzenie rządu koalicyjnego
Utworzenie rządu centroprawicowego wydawało się prawdopodobne już bezpośrednio po wyborach, zważywszy na dobry wynik Unii Wolności i słabą pozycję ROP. Koalicja AWS z UW gwarantować miała większość parlamentarną opartą na współpracy sił postsolidarnościowych, nie byłaby jednak w stanie odrzucać weta prezydenckiego. Na początku października rozpoczęły się rokowania liderów AWS i UW, a w połowie miesiąca na kandydata na premiera wyznaczono Jerzego Buzka. 20 października Marszałkiem Sejmu został Maciej Płażyński (AWS), a 21 października na stanowisko Marszałka Senatu powołano Alicję Grześkowiak (AWS). 31 października zaprzysiężony został rząd Jerzego Buzka. Funkcje wicepremierów przypadły Januszowi Tomaszewskiemu z AWS oraz Leszkowi Balcerowiczowi z UW. 11 listopada nastąpiło podpisanie ostatecznej wersji umowy koalicyjnej. W tym samym dniu Sejm wyraził wotum zaufania wobec nowej Rady Ministrów. Za głosowali niemal wszyscy posłowie AWS i UW oraz dwóch posłów SLD i dwóch niezrzeszonych. Przeciw zagłosowało 147 posłów z SLD i 26 z PSL. Posłowie ROP nie głosowali.

## W dniu powołania skład Rady Ministrów był następujący
- Jerzy Buzek (AWS) – Prezes Rady Ministrów
- Janusz Tomaszewski (AWS) – wiceprezes Rady Ministrów, minister spraw wewnętrznych i administracji
- Leszek Balcerowicz (UW) – wiceprezes Rady Ministrów, minister finansów
- Bronisław Geremek (UW) – minister spraw zagranicznych
- Janusz Onyszkiewicz (UW) – minister obrony narodowej
- Emil Wąsacz (AWS) – minister skarbu państwa
- Janusz Steinhoff (AWS) – minister gospodarki
- Hanna Suchocka (UW) – minister sprawiedliwości, prokurator generalna
- Longin Komołowski (AWS) – minister pracy i polityki socjalnej
- Jacek Janiszewski (AWS) – minister rolnictwa i gospodarki żywnościowej
- Ryszard Czarnecki (AWS) – minister-członek Rady Ministrów, przewodniczący Urzędu Komitetu Integracji Europejskiej
- Mirosław Handke (AWS) – minister edukacji narodowej
- Janusz Pałubicki (AWS) – minister-członek Rady Ministrów, koordynator służb specjalnych
- Wiesław Walendziak (AWS) – minister-członek Rady Ministrów, szef Kancelarii Premiera
- Wojciech Maksymowicz (AWS) – minister zdrowia i opieki społecznej
- Marek Zdrojewski (AWS) – minister łączności
- Jan Szyszko (AWS) – minister ochrony środowiska, zasobów naturalnych i leśnictwa
- Joanna Wnuk-Nazarowa (UW) – minister kultury i sztuki
- Eugeniusz Morawski (UW) – minister transportu i gospodarki morskiej
- Andrzej Wiszniewski (AWS) – minister-członek Rady Ministrów, przewodniczący Komitetu Badań Naukowych
- Teresa Kamińska (AWS) – minister-członek Rady Ministrów, koordynator reformy społecznej
- Jerzy Kropiwnicki (AWS) – minister-członek Rady Ministrów, prezes Rządowego Centrum Studiów Strategicznych

## Funkcjonowanie koalicji
Jeden z pierwszych sporów związanych z koalicją dotyczył powołania Hanny Suchockiej z UW na stanowisko ministra sprawiedliwości. Spotkało się to z protestami Jarosława Kaczyńskiego (PC/AWS), który postanowił odejść z kierownictwa AWS i pozostał posłem niezależnym. Kolejne spory wiązały się z brakiem spójności koalicjantów podczas głosowań, m.in. przy próbie odrzucenia weta Aleksandra Kwaśniewskiego wobec nowelizacji prawa dotyczącego tzw. wychowania seksualnego. Odrębne od koalicyjnego okazało się także stanowisko części posłów UW w przypadku ustawy antyaborcyjnej. M.in. Jacek Kuroń i Władysław Frasyniuk opowiedzieli się przeciwko przyjęciu przez Sejm orzeczenia Trybunału Konstytucyjnego z maja 1997, uznającego uprzednią liberalizację ustawy za sprzeczną z konstytucją. Osobny spór powstał również przy okazji reformy administracyjnej, gdy koalicjanci spierali się o liczbę województw. Sukcesem AWS-UW okazało się jednak przeprowadzenie przez Sejm ustawy o Instytucie Pamięci Narodowej, gdy zyskując poparcie PSL odrzucono kolejne weto prezydenckie. Sukcesem rządu koalicyjnego okazało się również doprowadzenie do włączenia Polski w struktury NATO oraz rozpoczęcie negocjacji związanych z przystąpieniem do Unii Europejskiej.
1 stycznia 1999 weszły w życie trzy spośród czterech reform systemowych przeprowadzonych przez rząd AWS-UW. Oprócz podziału administracyjnego zreorganizowano także system ubezpieczeń społecznych oraz służbę zdrowia. We wrześniu tego samego roku rozpoczęła się realizacja reformy systemu oświaty. Początkowe trudności z wprowadzeniem zmian oraz jednoczesna radykalizacja nastrojów na wsi przyczyniły się do spadku popularności rządzących. Dochodziło też do publicznej wzajemnej krytyki ze strony koalicjantów. Do szczególnego napięcia doszło na wiosnę 1999, gdy przy okazji zmian w składzie Rady Ministrów UW oskarżyła AWS o złamanie umowy koalicyjnej i próbę osłabienia pozycji UW. Powodem konfliktu było przede wszystkim zastąpienie Joanny Wnuk-Nazarowej z UW przez Andrzeja Zakrzewskiego (AWS). Ponadto przewodniczący klubu parlamentarnego UW zapowiedział, że jego ugrupowanie nie poprze kandydatury Mariana Krzaklewskiego w nadchodzących wyborach prezydenckich. Dodatkowo dochodziło do konfliktów między AWS i UW na szczeblu samorządowym, gdzie rozpadały się lokalne koalicje. Z kolei w październiku 1999 UW głosowała przeciwko ustawie dekomunizacyjnej forsowanej przez AWS.

## Rozpad koalicji
Kolejny kryzys w koalicji dał o sobie znać w 2000 roku, w związku z sytuacją w samorządzie warszawskim. Od marca 1999 prezydentem stolicy był wybrany głosami UW, AWS i SLD Paweł Piskorski. Próba jego reelekcji w lutym 2000 nie powiodła się, w związku z brakiem jednego głosu ze strony AWS. Następnie doszło do zawarcia porozumienia SLD-UW, które ponownie wybrało Piskorskiego, a także przegłosowało wybór nowego burmistrza gminy Warszawa-Centrum. Spotkało się to z reakcją wojewody mazowieckiego z AWS, który zaskarżył decyzję o wyborze burmistrza do NSA. W tej sytuacji premier postanowił wyznaczyć zarządcę komisarycznego, ale nie uratowało to koalicji, gdyż 27 maja 2000 ministrowie z Unii Wolności opuścili rząd. Fiaskiem zakończyły się rozmowy o odnowieniu porozumienia AWS-UW i wspólnej kandydaturze Krzaklewskiego na prezydenta i ostatecznie 6 czerwca 2000 koalicja zakończyła swoje funkcjonowanie.